# Ferenc Agárdi
Ferenc Agárdi (n.24 mai 1898, Budapesta-d.12 februarie 1969, Budapesta) a fost un scriitor, publicist și istoric al culturii maghiar de origine evreiască, a fost printre primii membri ai Partidului Comunist Maghiar.